# Greg Lake
Cet article concerne le auteur-compositeur-interprète. Pour l'album, voir Greg Lake (album).
Pour les articles homonymes, voir Lake.
 (décembre 2016).
Si vous disposez d'ouvrages ou d'articles de référence ou si vous connaissez des sites web de qualité traitant du thème abordé ici, merci de compléter l'article en donnant les références utiles à sa vérifiabilité et en les liant à la section « Notes et références ».
Gregory Stuart Lake, dit Greg Lake, est un musicien britannique, né le 10 novembre 1947 à Poole dans le Dorset et mort le 7 décembre 2016 à Londres. Guitariste, bassiste, chanteur, auteur-compositeur-interprète et producteur de disques. Il connaît le succès en tant que chanteur et bassiste du groupe rock progressif King Crimson en 1969 avant de rejoindre le supergroupe Emerson, Lake and Palmer l'année suivante avec lequel il joue aussi de la guitare. Il remplace le bassiste chanteur John Wetton au sein du groupe Asia pour une courte période. Il publie également deux albums studio ainsi que des singles en solo.

## Biographie

### Les débuts
Gregory Stuart Lake est né le 10 novembre 1947 à Poole, dans le Dorset. Il apprend à jouer de la guitare à l'âge de 12 ans.
En 1963, il commence à chanter et jouer de la guitare au sein des Unit Four, un groupe qui comprend John Dickenson aux claviers, Dave Jennes à la basse et Kenny Beveridge à la batterie. Ils n'enregistrent pas et la formation dure un an. Lake et Jennes rejoignent un autre groupe, les Time Checks, avec Bev Strike à la basse (Jennes étant passé à la guitare) et Tony Batey à la batterie. Une autre année passe et Lake rejoint The Shame, avec John Dickenson aux claviers, Billy Nims à la batterie et Malcolm Braiser à la basse. Ils enregistrent un 45 tours en 1967 pour le label MGM Records, Too Old to Go 'Way Little Girl / Dreams Don't Bother Me.
En 1968, Lake est le guitariste de Shy Limbs avec John Dickenson aux claviers, Alan Bowry à la basse et au chant et Andy McCulloch à la batterie. Ils enregistrent deux singles pour CBS, Reputation / Love et Lady in Black / Trick or Two. Lake rejoint ensuite brièvement The Gods, composé de futurs membres de Uriah Heep, mais n'enregistre rien avec eux.

### King Crimson
Fin 1968, Greg Lake est contacté par un ami d'enfance, Robert Fripp, qui cherche un bassiste chanteur pour son groupe King Crimson. Bien qu'il n'ait jamais joué de la basse, Lake accepte et participe à l'enregistrement du premier album du groupe, In the Court of the Crimson King, qui sort en octobre 1969 et rencontre un grand succès.
Durant la tournée américaine qui s'ensuit, King Crimson donne quelques concerts aux côtés d'un autre groupe britannique, The Nice, mené par le claviériste Keith Emerson. Lake et Emerson ont ainsi l'occasion d'improviser ensemble et décident de fonder un nouveau groupe. Pour tenir la batterie, ils pensent d'abord à Mitch Mitchell, de The Jimi Hendrix Experience, mais leur choix s'arrête finalement sur Carl Palmer, ex-Atomic Rooster.
Lake accepte néanmoins, à la demande de Robert Fripp, d'assurer le chant sur le deuxième album de King Crimson, In the Wake of Poseidon, qui sort en mai 1970.

### Emerson, Lake & Palmer

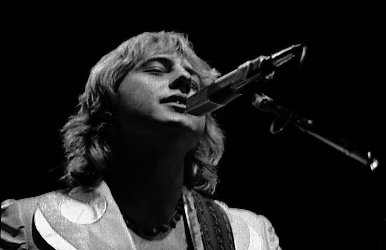
Greg Lake en 1978.

Le trio Emerson, Lake & Palmer donne l'un de ses premiers concerts au festival de l'île de Wight 1970 et signe chez Atlantic Records la même année. Il publie quatre albums studio entre 1970 et 1974 : Emerson, Lake and Palmer, Tarkus, Trilogy , Pictures at an Exhibition et Brain Salad Surgery, tous produits par Lake. Puis il joue et chante sur l'album solo de Peter Sinfield, Still en 1973, aux côtés de John Wetton, Boz Burrell et Mel Collins entre autres. Greg découvre le groupe Premiata Forneria Marconi alors qu'il est en tournée avec ELP en Italie en 1973, ce groupe se voit offrir l'occasion de signer un contrat avec le label Manticore qui publiera leurs deux premiers albums en anglais, Photos of Ghosts en 1973 et The World became the World en 1974, tous deux produits par Peter Sinfield qui écrira aussi les textes des chansons.[réf. nécessaire]
1974 marque le début d'une pause de trois ans pour le groupe. Durant cette période, Lake produit 3 chansons de l'album Brighter Day de Keith Christmas (en). Et Greg connaît un succès inattendu au hit-parade britannique avec sa chanson de Noël I Believe in Father Christmas écrite avec Sinfield, qui se classe no 2 des ventes à la fin de l'année 1975.
Emerson, Lake et Palmer se retrouvent en 1976 pour l'album Works Volume I et partent en tournée l'année suivante avec un orchestre symphonique, mais ce projet trop ambitieux se révèle un gouffre financier. Après la tournée, désirant prendre un peu de repos, mais devant encore selon leur contrat un album à leur maison de disques, ils gravent l'album Love Beach sans enthousiasme. Après cela le trio se sépare.

### Carrière solo et réunions

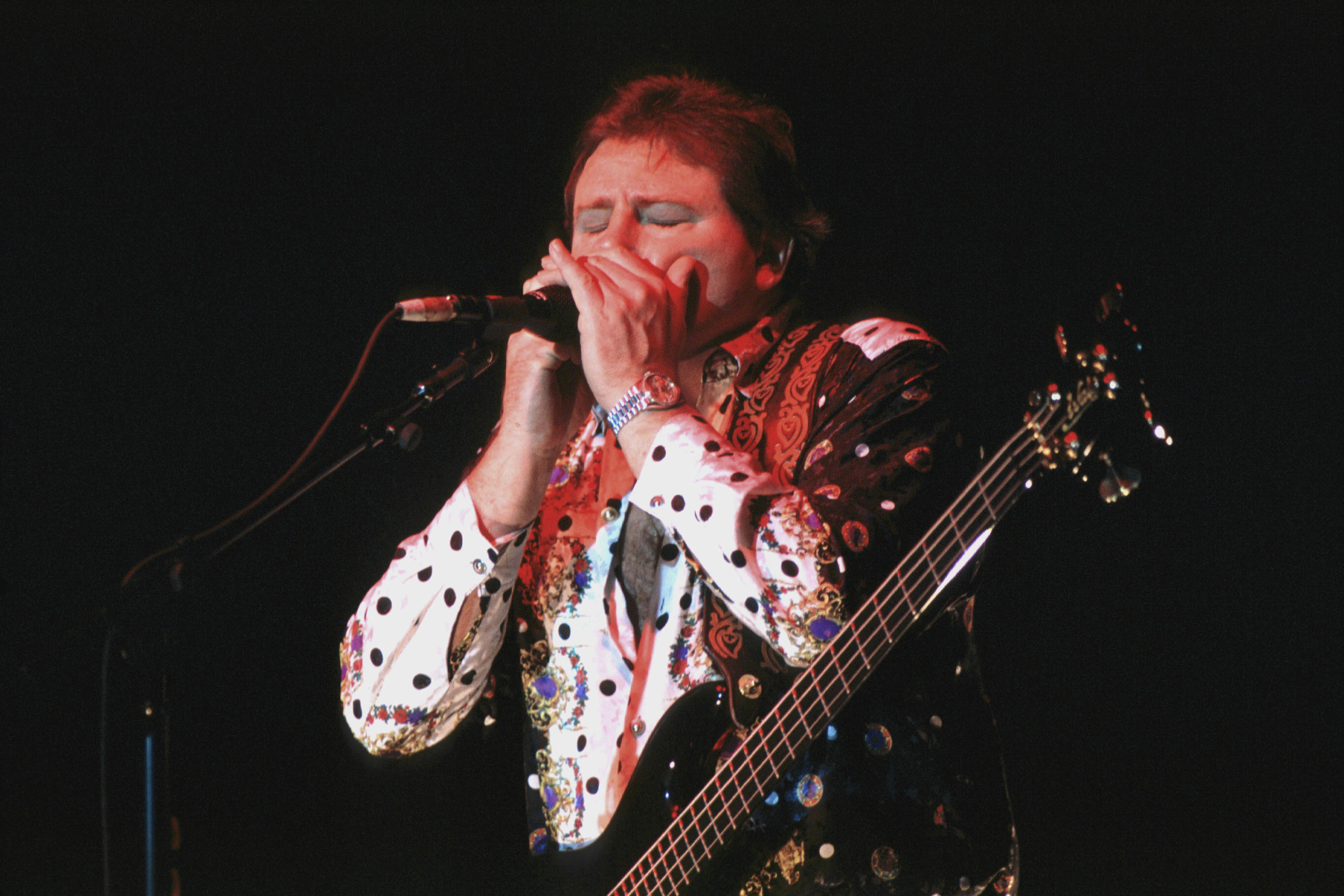
Greg Lake en 1992.

Après la séparation d'Emerson, Lake & Palmer, Greg Lake publie deux albums en solo, Greg Lake (1981) et Manœuvres (1983). Le guitariste de Thin Lizzy Gary Moore participe à leur enregistrement. Ils proposent une musique plus simple et accessible que le rock progressif d'Emerson, Lake & Palmer.
Le 6 décembre 1983, Lake remplace John Wetton au sein du groupe Asia pour son concert « Asia in Asia » au Nippon Budokan de Tokyo. Ce concert est le premier à être retransmis par satellite sur MTV et fait l'objet d'une sortie en VHS. Lake quitte Asia quelques mois plus tard.
En 1986, Lake retrouve Keith Emerson au sein d'un nouveau trio, Emerson, Lake and Powell, dans lequel Carl Palmer, occupé avec Asia, est remplacé par Cozy Powell. Ils n'enregistrent qu'un seul album avant de se séparer. 
Emerson, Lake & Palmer se réunissent en 1991 et enregistrent deux albums au début des années 1990, Black Moon (1992) et In the Hot Seat (1994). Ils donnent de nombreux concerts avant une nouvelle séparation en 1998.
En 2001, Lake participe à la tournée de Ringo Starr & His All-Starr Band, avec aussi Roger Hodgson, Howard Jones et Sheila E.. 
En 2010, il effectue une tournée en duo avec Keith Emerson, qui donne lieu à l'album Live from Manticore Hall en 2014. C'est également en 2010 que prend place le dernier concert d'Emerson, Lake & Palmer : les trois musiciens se retrouvent pour célébrer le quarantième anniversaire du groupe en donnant un concert unique au High Voltage Festival (it) le 25 juillet.

En 2012, Greg entreprend une tournée en solo, Songs of a Lifetime Tour seul avec ses guitares et sa voix, accompagné seulement par des bandes préenregistrées de ses chansons sur de nouveaux arrangements. Ainsi de 21st Century Schizoid Man à Karn Evil 9: First Impression, Part 2, on a eu droit à plusieurs classiques de Lake tels Lend Your Love To Me Tonight, From the Beginning, Still...You Turn Me On et bien sûr C'est La Vie et Lucky Man, le tout est sorti sur l'album live de la tournée Songs of a Lifetime en 2014 sur le label Esoteric Antenna. 

### Mort
Greg Lake meurt des suites d'un cancer le 7 décembre 2016 à Londres.
Sa mort survient neuf mois seulement après celle de Keith Emerson. La dernière apparition du groupe remonte au dimanche 25 juillet 2010, dans le cadre du High Voltage Festival au Victoria Park de Londres.
Carl Palmer publiera une déclaration publique honorant la vie et l’héritage de son coéquipier de longue date : « C’est avec une grande tristesse que je dois maintenant dire au revoir à mon ami et camarade de groupe, Greg Lake. La voix et les compétences de Greg en tant que musicien resteront dans les mémoires de tous ceux qui connaissaient sa musique et les enregistrements qu’il avait réalisés avec ELP et King Crimson. Je garde de bons souvenirs de ces belles années que nous avons vécues dans les années 1970 et des nombreux concerts mémorables que nous avons donnés ensemble. Le fait d’avoir perdu Keith cette année rend cela particulièrement difficile pour nous tous. Comme Greg l’a chanté à la fin de Pictures at an Exhibition, “la mort c’est la vie”. Sa musique peut désormais vivre éternellement dans le cœur de tous ceux qui l’aimaient. »

## Discographie

### Solo

#### Studio
- 1981 : Greg Lake
- 1983 : Manœuvres

#### En concert
- 1995 : Greg Lake Featuring Gary Moore: King Biscuit Flower Hour Presents Greg Lake in Concert

- 2000  : Live
- 2002  : Nuclear Attack
- 2007  : Greg Lake - (Enregistré en novembre 2005 au Stevenage Concert Hall)
- 2013  : Songs of a Lifetime
- 2015  : Greg Lake London '81 - Enregistré le 5 novembre 1981 au Hammersmith Odeon)
- 2017  : Live in Piacenza - Enregistré au Théâtre municipal de Plaisance en Italie , le 28 novembre 2012 . Avec Aldo Tagliapietra du groupe Le Orme , l'ex-chanteur de Premiata Forneria Marconi et de Acqua Fragile Bernardo Lanzetti, ainsi que la jeune et talentueuse Annie Barbazza.

Compilations
- 1997 : The Greg Lake Retrospective - From The Beginning
- 1998 : From The Underground Vol. 1 - The Official Bootleg
- 2010 : From The Underground Vol. II - Deeper Into The Mine

#### Coffret
- Greg Lake - Coffret de 5 CD contenant ses 2 albums studio, Greg Lake et Manœuvres ainsi que le live Greg Lake In Concert, et les compilations From The Underground et From The Underground - Deeper Into The Mine.

#### Singles
- 1975 : I Believe in Father Christmas / Humbug
- 1977 : C'est la Vie / Jeremy Bender
- 1977 : Watching Over You / Hallowed Be Thy Name
- 1981 : It Hurts / Retribution Drive
- 1981 : Let Me Love You Once / Retribution Drive
- 1981 : Love You Too Much / Someone

### The Shame

#### Single
- 1967 : Too Old to Go 'Way Little Girl / Dreams Don't Bother Me.

### Shy Limbs

#### Singles
- 1969 : Shy Limbs – Reputation / Love
- 1969 : Shy Limbs – Lady in Black / Trick or Two

### King Crimson

#### Albums studio
- 1969 : In the Court of the Crimson King
- 1970 : In the Wake of Poseidon

#### Albums live
- 1997 : Epitaph (enregistré en 1969)
- 1998 : Live at the Marquee Club 1969 (enregistré en 1969)

### Avec Keith Emerson
- 2014 : Keith Emerson & Greg Lake – Live at the Manticore Hall

### Avec Geoff Downes
- 2015 : Greg Lake & Geoff Downes – Ride the Tiger

### Participations
- 1973 : Still de Peter Sinfield, Greg joue de la guitare, chante et est producteur associé en plus de faire le mixage de l'album.
- 2002 : King Biscuit Flower Hour Presents Ringo & His New All-Starr Band de Ringo Starr & His All-Starr Band - Avec Sheila E., Roger Hodgson, Ian Hunter et Howard Jones. - Joue de la guitare, de la basse et chante.
- 2003 : Real Good Looking Boy - Single des Who. - Joue de la basse.
- 2003 : Extended Versions de Ringo Starr & His New All-Starr Band.
- 2006 : Ringo Starr and Friends de Ringo Starr & His New All Starr Band.
- 2013 : BudaBest de Man Doki Soulmates - Sur Lucky man - Avec Ian Anderson, Al DiMeola, Steve Khan, Jon Lord, Bill Evans, etc.
- 2014 : Light My Fire : A Classic Rock Salute to The Doors - Artistes Variés : Keith aux claviers sur l'intro de People Are Strange.
- 2015 : Ride the Tiger - Greg Lake chant, guitares et basse, Geoff Downes claviers et Michael Giles batterie.

### Production
- 1972 : Spontaneous Combustion de Spontaneous Combustion.
- 1973 : Stray Dog de Stray Dog - Greg a produit trois pièces pour le premier album de ce groupe américain.
- 1973 : Still de Peter Sinfield - Producteur associé, mixing, chant, guitare.
- 1974 : Brighter Day de Keith Christmas - Greg produit 3 pièces de cet album, Peter Sinfield produit le reste.
- 1978 : Strawberry Fields Forever de King's Singers - Single.
- 2016 : Moonchild de Annie Barbazza & Max Repetti - Greg a produit l'album avec Max Marchini, qui est un hommage à sa musique, autant avec King Crimson que durant sa carrière avec ELP et en solo.